# Дюранд, Мартин
Мартин Альберто Дюранд (исп. Martín Alberto Durand, родился 30 мая 1976 года в Буэнос-Айресе) — аргентинский регбист, выступавший на позиции фланкера.

## Биография
Выступал на протяжении своей карьеры за аргентинский клуб «Шампаньят» и за французский «Монпелье Эро» в Топ-14. За сборную Аргентины дебютировал 4 октября 1997 года в матче против Чили в Мендосе в рамках чемпионата Южной Америки. Через год, 3 октября он сыграл свой второй матч против Парагвая. Оба матча аргентинцы выиграли, завоевав в те же годы титулы чемпионов Южной Америки.
В 2003 году Дюранд сыграл за сборную на Кубке мира в Австралии, через год выиграл снова чемпионат Южной Америки. В 2007 году завоевал со сборной Аргентины бронзовые медали чемпионата мира. 22 ноября 2008 года сыграл последний матч за сборную Аргентины против Ирландии.
В 2006 году награждён Серебряной олимпийской премией как лучший регбист страны.

## Достижения
- Чемпион Южной Америки: 1997, 1998, 2004
- Бронзовый призёр чемпионата мира: 2007